# Dapu (Chiayi)
Dapu (chinesisch 大埔鄉, Pinyin Dàpǔ Xiāng) ist eine Landgemeinde (鄉,  Xiang) im Landkreis Chiayi der Republik China auf Taiwan.

## Lage
Dapu liegt in der südöstlichen Ecke des Landkreises Chiayi im Südwesten des Alishan-Gebirges. Die Nachbargemeinden sind Zhongpu und Fanlu im Norden, Alishan und Namaxia (in Kaohsiung) im Osten, Nanhua und Nanxi im Süden, sowie Dongshan und Baihe im Westen (letztere vier alle in Tainan). Das Terrain ist durch steile, bewaldete Berge mit schmal eingeschnittenen Tälern gekennzeichnet. Höchste Erhebung ist der 1241 Meter hohe Dadongshan (⼤棟⼭) an der Grenze zu Baihe. Der Wasserspiegel des Zengwen-Stausees, der mutmaßlich niedrigste Punkt, liegt bei maximal etwa 227 Metern über dem Meeresspiegel.

## Geschichte
Die Ureinwohner der Gegend sind indigen-taiwanische Ethnien (Austronesier). Nach der Inbesitznahme Taiwans durch das Kaiserreich China der Qing-Dynastie gehörte die Gegend ab 1683 zum Kreis Zhuluo (諸羅縣). Zur Regierungszeit Qianlongs wurde der Kreis Zhuluo 1787 in ‚Kreis Chiayi‘ umbenannt. Nach der Annexion Taiwans durch Japan im Jahr 1895 unterstand Dapu zunächst verschiedenen Verwaltungshohheiten und gehörte ab 1920 zur Präfektur Tainan. Nachdem Taiwan 1945 zur Republik China gekommen war, erfolgte eine Verwaltungsreorganisation und Dapu wurde zu einer Landgemeinde (鄉,  Xiang) im 1950 neu gebildeten Landkreis Chiayi.

## Bevölkerung
Mit etwa 4600 Einwohnern ist Dapu die Gemeinde mit der geringsten Einwohnerzahl im Landkreis Chiayi. Ende 2017 gehörten 47 Personen (etwa 1 %) den indigenen Völkern an.

## Administration
Dapu ist in 5 Dörfer (村,  Cūn) eingeteilt: Dapu (大埔村), Jiadong (茄苳村), Xixing (西興村), Heping (和平村) und Yongle (永樂村).
| Gliederung von Dapu |
|                     |

## Landwirtschaft
Nur etwa 5,2 Prozent der Landfläche werden landwirtschaftlich genutzt. Ein wesentlicher Teil der früher landwirtschaftlich genutzten Flächen sind in den 1970er Jahren durch den Zengwen-Stausee überflutet worden. Mehr als 90 % der Gesamtfläche Dapus befinden sich in staatlichem Besitz und sind meist Wälder, die zumindest teilweise Schutzstatus genießen.

## Verkehr
Die einzige größere Straße ist die Provinzstraße 3, die in einem kurvenreichen Verlauf das Gemeindegebiet in Nord-Süd-Richtung an der Ostseite des Zengwen-Stausees entlang durchquert.

## Zengwen-Stausee
Etwa 17 km² Fläche (9,8 % der Fläche Dapus) werden vom Zengwen-Stausee (曾文壩) eingenommen, der nach Fertigstellung des zugehörigen Zengwen-Damms zur Aufstauung des gleichnamigen Flusses in den 1970er Jahren entstand. Der See ist mit 491.590 m³ Volumen der größte Stausee Taiwans. Er dient vor allem der Wasserversorgung (auch der Landwirtschaft), der Energiegewinnung und der Hochwasserkontrolle. Zudem ist der Stausee ein wichtiges Touristenziel.

## Tourismus
Der Tourismus bildet einen wesentlichen Wirtschaftsfaktor in Dapu. Neben dem Stausee gibt es weitere touristischen Anziehungspunkte. Dazu zählen Natursehenswürdigkeiten wie der Urlaubsort Pinglin (坪林風景區, Pinglin Resort) im Dorf Jiadong, der Hu Bin-Park (湖濱公園), der Qingren-Park (情人公園 – „Liebhaber-Park“, engl. Valentine Park), der Fengchui-Bergpark (風吹嶺 – „Windiger Grat“), u. a. m.
Vor Beginn der Flutung des Staudamms wurden die sterblichen Überreste aus etwa 7000 Gräbern im Bereich des zukünftigen Stausees in den neu erbauten Sieben-Pagoden-Tempel (寺七寶塔) überführt, der dadurch zu einem religiösen Besuchsort wurde. Als sehenswert gilt auch der im Jahr 1760 erbaute Beiji-Tempel (北極殿 – „Arktischer Tempel“).

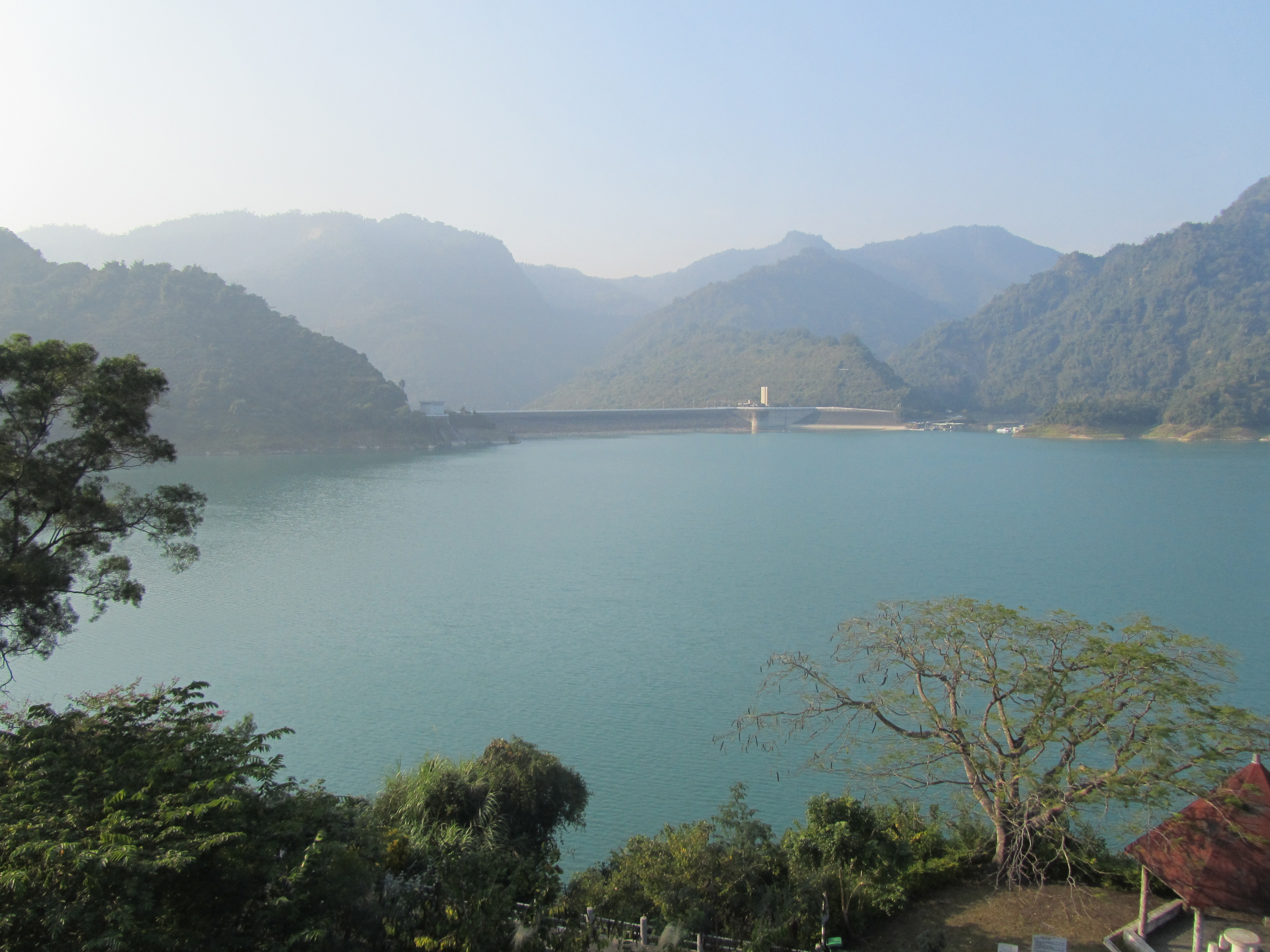
Zengwen-Stausee
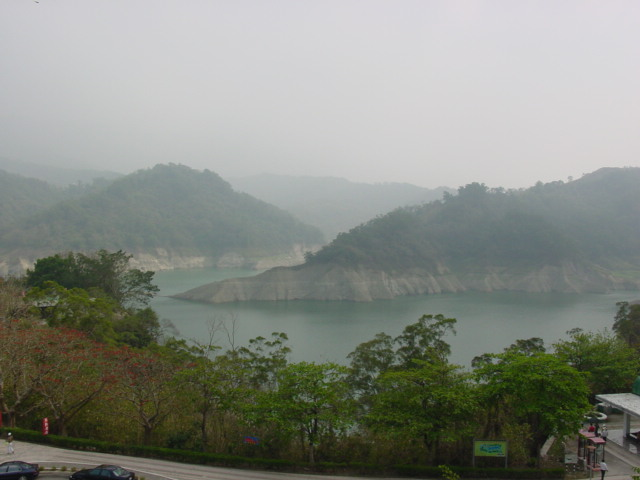
Andere Ansicht des Stausees